# Phelotrupes cambeforti
Phelotrupes cambeforti es una especie de coleóptero de la familia Geotrupidae.

## Distribución geográfica
Habita en Bután, Nepal y la India.